# Lambari
Lambari é a designação vulgar de várias espécies de peixes do gênero Astyanax, da família Characidae, comum nos rios, lagoas, córregos e represas do Brasil. Conhecido popularmente como piaba.
Seu tamanho médio é entre 10 e 15 centímetros de comprimento e com idade máxima variando entre 1 e 5 anos, possuindo um corpo prateado e nadadeiras com cores que variam conforme as espécies, sendo mais comuns os tons de amarelo, vermelho e preto.
São considerados como uma iguaria e também são utilizados como iscas na pesca de peixes maiores.
São peixes onívoros e a base da alimentação de diversos peixes predadores.

## Espécies
Exitem atualmente cerca de 147 espécies de Astyanax catalogadas: